# Wybory parlamentarne w Andorze w 2005 roku
Wybory parlamentarne w Andorze do 28-osobowej Rady Generalnej odbyły się 24 kwietnia 2005 roku, frekwencja wyniosła 80,4%. Wybory ponownie wygrała Liberalna Partia Andory, premierem został Albert Pintat Santolària.

## Wyniki wyborów
| Wyniki wyborów parlamentarnych w Andorze, 24 kwietnia 2005                          | Głosy  | %    | Miejsca |
| ----------------------------------------------------------------------------------- | ------ | ---- | ------- |
| Liberalna Partia Andory (Partit Liberal Andorra')                                   | 5 100  | 41,2 | 14      |
| Socjaldemokratyczna Partia Andory (Partit Socialdemòcrata)                          | 4 711  | 38,1 | 11      |
| Andorańscy Centrodemokraci (Centre Demòcrata Andorrà ) wraz z Centrum 21 (Segle 21) | 1 360  | 11,0 | 2       |
| Demokratyczne Odnowienie Andory (Renovació Democràtica)                             | 772    | 6,2  | 1       |
| Partia Zielonych (Partit Verds d’Andorra)                                           | 433    | 3,5  | –       |
| Razem (frekwencja 80,4%)                                                            |        |      | 28      |
| Razem ważnych głosów                                                                | 12 376 |      |         |
| Głosy nieważne                                                                      | 116    |      |         |
| Głosy puste                                                                         | 387    |      |         |
| Uprawnionych                                                                        | 16 022 |      |         |